# 托雷门加
托雷门加，是西班牙埃斯特雷马杜拉卡塞雷斯省的一个市镇。总面积12平方公里，2001年普查人口總數為603人，人口密度為每平方公里50人。